# ماهر چایان
ماهر چایان (۱۴ اوت ۱۹۴۵ در صامسون - ۳۰ مارس ۱۹۷۲ در قزل دره در استان توقات)، رهبر حزب-جبهه آزادیبخش خلق ترکیه (THKP-C)، انقلابی مارکسیست-لنینیست بود. وی در تاریخ ۳۰ مارس ۱۹۷۲ در ناحیه نیکسار در استان توقات، در نزدیکی آتاکوی به همراه نه نفر از همراهانش به هنگام ورود سربازان ارتش ترکیه در حادثه قزل دره کشته شد.